# Jason Wilnis
Jason Wilnis (Utrecht, 10 december 1990) is een Nederlands kickbokser. Hij was It's Showtime 85MAX-kampioen en Glory-kampioen in het middengewicht. 

## Carrière
Wilnis werd geboren in Utrecht als zoon van Surinaamse ouders. Hij is de jongere broer van kickbokser Jahfarr Wilnis en een neef van voetballer Denzel Dumfries. Wilnis speelde voetbal totdat hij op 17-jarige leeftijd zijn broer Jahfarr volgde naar de Colosseum Gym om te trainen in het kickboksen. Niet lang daarna had hij zijn eerste wedstrijd.
Op 10 november 2012 vocht Wilnis tegen Alex Pereira voor de vacante It's Showtime 85MAX-kampioenschap in São Paulo in Brazilië. Wilnis won het gevecht door een technische knock-out (TKO) in de tweede ronde en werd hiermee de laatste houder van deze titel. Op 31 december 2012 maakte Wilnis zijn debuut bij organisatie Glory, waarbij hij won van Toshio Matsumoto.
Op 8 maart 2014 nam Wilnis deel aan het Glory Middleweight Contender-toernooi in Zagreb, waarin hij in de halve finale verloor van Sahak Parparyan. Vervolgens deed hij op 3 april 2015 mee aan het Glory Middleweight Contender-toernooi in Dubai, waarin hij in de halve finale won van Alex Pereira middels een unanieme beslissing. Hij verloor in de finale van Simon Marcus.
In zijn volgende gevecht in oktober 2015 nam Wilnis het op tegen de Amerikaan Joe Schilling, waarbij hij als zware underdog in de wedstrijd kwam. Wilnis verloor het gevecht middels TKO vanwege een blessure, omdat hij zich moest terugtrekken vanwege een gebroken teen. In maart 2016 versloeg hij de Belg Filip Verlinden op punten. In mei 2016 vocht Wilnis een rematch tegen Joe Schilling, die hij won door een meerderheidsbesluit.
Door deze reeks overwinningen kreeg Wilnis in september 2016 de kans om Simon Marcus uit te dagen voor de Glory-middengewichttitel. Ondanks een trage start van het gevecht, begon Wilnis het over te nemen naarmate het gevecht vorderde en won het gevecht door TKO in de derde ronde. In januari 2017 verdedigde Wilnis zijn titel tegen de toekomstige UFC-kampioen Israel Adesanya, die hij versloeg middels een unanieme jurybeslissing. In april 2017 verloor hij zijn titel weer aan Simon Marcus na een verdeelde jurybeslissing.
Wilnis stond in mei 2019 voor de derde keer tegenover Alex Pereira, die inmiddels de Glory-middengewichtkampioen was, voor een gevecht om de titel. Wilnis verloor het gevecht op KO door een vliegende knie van Pereira. In oktober 2019 vocht Wilnis tegen Donovan Wisse en verloor de wedstrijd door middel van een unanieme jurybeslissing. 